# Ałła Kozłowska
Ałła Kozłowska, ros. Алла Козловская (ur. 1963) – rosyjska lekkoatletka specjalizująca się w biegach sprinterskich. W czasie swojej kariery reprezentowała Związek Socjalistycznych Republik Radzieckich.
Największy sukces na arenie międzynarodowej odniosła w 1979 r. w Bydgoszczy, zdobywając srebrny medal mistrzostw Europy juniorek w biegu sztafetowym 4 x 100 metrów.